# Christian Gotthelf Gutschmidt
Christian Gotthelf Gutschmidt lub Gutschchid (ur. 12 grudnia 1721, zm. 30 grudnia 1798 w Dreźnie) – saski prawnik i jurysta, pierwszy minister Saksonii (1790–1798). 
Syn lipskiego księgarza, w 1765 roku uszlachcony jako baron von Gutschmid. Od roku 1756 profesor prawa państwowego na Uniwersytecie Lipskim, od 1763 w radzie miasta, potem jeszcze w tym samym roku burmistrz. Już od 1762 sprawował nadzór nad domowym archiwum państwowym (niem. Geheimstaatsarchiv).
Od 1770 minister gabinetu. Po zniszczeniach, jakie na kraj sprowadziła wojna siedmioletnia (1756–1763) ministrowie Thomas von Fritsch, Gutschmidt i Friedrich Ludwig Wurmb (1723–1800) odbudowali kraj i zreformowali jego struktury w duchu Oświecenia. Okres tej odbudowy zwie się w niemieckiej historiografii jako Rétablissement, tak bowiem nazywano go w XVIII wieku.
W okresie od 1790 roku do 30 grudnia 1798 pierwszy minister Saksonii. Jego synem był baron Johann Wilhelm von Gutschmid (1761–1830), również saski minister.

## Literatura dodatkowa
- Isabel Schellenberger, Der Siebenjährige Krieg (1756–1763) und seine Folgen für Kursachsen, Dresden, 2005.